# Seiden-Taschenmäuse
Seiden-Taschenmäuse (Perognathus) sind eine Nagetier-Gattung in der Familie der Taschenmäuse mit neun Arten, die in Nordamerika sowie im Norden Mittelamerikas vorkommen. Bis in die 1970er Jahre zählten die Rauhaar-Taschenmäuse (Chaetodipus) als Untergattung der Seiden-Taschenmäuse. Beide Gattungen bilden die Unterfamilie Perognathinae.

## Merkmale
Die Arten erreichen eine Kopf-Rumpf-Länge von 60 bis 90 mm, eine Schwanzlänge von 45 bis 100 mm sowie ein Gewicht von 7 bis 28 g. Wie der deutsche Name der Gattung andeutet besitzen die Tiere ein weiches seidiges Fell ohne Stacheln oder Borsten. Es hat oberseits eine gelbliche bis dunkelgraue Farbe, während die Unterseite hellbraun bis weiß ist. Bei Jungtieren kommt oft eine dunkelgraue Tönung vor. Wie bei anderen Taschennagern sind Backentaschen vorhanden.
Im Gegensatz zu den Kängururatten sind die hinteren Extremitäten nicht verlängert. Seiden-Taschenmäuse bewegen sich deshalb wie gewöhnliche Mäuse (Mus) und nicht springend vorwärts. Die Vorderpfoten sind mit kräftigen Krallen zum Graben ausgerüstet und die Sohlen der hinteren Füße sind behaart.

## Lebensweise
Seiden-Taschenmäuse halten sich in ariden Gras- und Buschländern im Flachland sowie im Gebirge auf. Sie legen komplexe unterirdische Tunnelsysteme an, die aus mehreren Eingängen, Tunneln, Wohnkammern, Vorratsspeichern sowie Latrinen bestehen. Die Eingänge liegen meist geschützt im Wurzelbereich von Büschen und werden nach Benutzung verschlossen. Die Arten sind nachtaktiv und kommen nur sehr selten an die Erdoberfläche. Zum Beispiel bleibt die Großes-Becken-Taschenmaus von Dezember bis März im Bau. Die Tiere halten keinen Winterschlaf, sie können jedoch über längere Zeiträume erstarren (Torpor).
Diese Nagetiere fressen vorwiegend Samen, die im Bau gelagert werden. Weiterhin zählen gründe Pflanzenteile sowie Insekten und andere Kleintiere zur Nahrung. Die Tiere können ihren Flüssigkeitsbedarf mit fester Nahrung decken. Von der Kleinen Taschenmaus ist bekannt, dass sie Vorräte von Kängururatten plündert.
Mit Ausnahme von Weibchen mit Jungtieren bewohnt jedes Exemplar einen eigenen Bau. Die Reviere von Seiden-Taschenmäusen unterschiedlicher Geschlechter überlappen sich. Abhängig von Art und Verbreitungsgebiet kommen bei Weibchen ein oder mehrere Würfe pro Jahr vor, die aus 2 bis 7 Jungen bestehen. Die Geburt erfolgt nach 21 bis 27 Tagen Trächtigkeit. Bei einigen Populationen können Individuen, die im Frühjahr geboren werden, im Herbst eigene Nachkommen zeugen. Die meisten Seiden-Taschenmäuse werden nur etwas älter als ein Jahr und einzelne Exemplare können vier Jahre in der Natur leben. Labortiere der Kleinen Taschenmaus erreichte ein maximales Alter von 8,3 Jahren.

## Arten und Verbreitung
Folgende Arten zählen zur Gattung:
- Weißohr-Taschenmaus (Perognathus alticola), lebt im Süden Kaliforniens.
- Arizona-Taschenmaus (Perognathus amplus), ist ein Endemit der Sonora-Wüste.
- Wyoming-Taschenmaus (Perognathus fasciatus), kommt in zentralen Regionen Nordamerikas vor.
- Flachland-Taschenmaus (Perognathus flavescens), bewohnt die Great Plains in den USA sowie in Nord-Mexiko.
- Seiden-Taschenmaus (Perognathus flavus), ist von South Dakota (USA) bis Mexiko-Stadt verbreitet.
- San-Joaquin-Taschenmaus (Perognathus inornatus), lebt in Zentral-Kalifornien.
- Kleine Taschenmaus (Perognathus longimembris), kommt im Südwesten der USA und Nordwesten Mexikos vor.
- Perognathus mollipilosus, kommt im Südwesten der USA vor; die Art wurde aufgrund molekularbiologischer Daten von der Großes-Becken-Taschenmaus (Perognathus parvus) abgegrenzt.[3]
- Merriam-Taschenmaus (Perognathus merriami), kann im Süden der USA sowie im Nordosten Mexikos angetroffen werden.
- Großes-Becken-Taschenmaus (Perognathus parvus), bewohnt das Große Becken.

## Status
Die IUCN listet die Weißohr-Taschenmaus als stark gefährdet (Endangered) und alle weiteren Arten als nicht gefährdet (Least Concern).